# ニコラエ・スタンチュ
ニコラエ・クラウディウ・スタンチュ（Nicolae Claudiu Stanciu 、1993年5月7日 - ）は、ルーマニア・アルバ県クリカウ出身のプロサッカー選手。ルーマニア代表。ダマクFC所属。ポジションは、ミッドフィールダー。

## クラブ経歴

### ウニレア・アルバ・ユリア
11歳の時にFCウニレア・アルバ・ユリアのユースチームに入団。2008年5月、リーガ2のFCコルヴィヌル・フネドアラ戦で トップチームデビュー。この時わずか15歳と18日だった。
2010年5月、FCステアウア・ブカレスト戦でリーガ1デビュー。翌月、VfBシュトゥットガルトのトライアルを受けた が、移籍金で折り合いが付かず契約には至らなかった。
2011年3月のFCペトロルル・プロイェシュティ戦で初ゴール、さらに試合終盤にはキャプテンマークを巻いた。シーズン終了後、ブレシア・カルチョ、セルティックFC、TSG1899ホッフェンハイム といったクラブが獲得オファーを出したと報じられた。

### ヴァスルイ
2011年9月、FCヴァスルイがスタンチュを獲得したことを発表。2012年3月のペトロルル・プロエシュティ戦で移籍後初出場・初ゴール。
2012年8月のUEFAヨーロッパリーグ 2012-13・プレーオフ・インテル・ミラノ戦でPKから得点した。

### ステアウア・ブカレスト
2013年3月、FCステアウア・ブカレストがスタンチュを5年契約で獲得したことを発表。UEFAチャンピオンズリーグ 2013-14では全12試合に出場しプレーオフのレギア・ワルシャワ戦でゴールを挙げた。
2015年夏にクリスティアン・タナセがクラブを去り、それまでタナセが付けていた背番号10をスタンチュが受け継いだ。2016年2月、契約を2021年まで延長した。
2016年8月のUEFAチャンピオンズリーグ 2016-17 予選2回戦・ACスパルタ・プラハ戦では1stレグ・2ndレグ共に得点を挙げ、3-1の勝利に貢献した。

### アンデルレヒト
2016年8月、RSCアンデルレヒトに移籍。移籍金は780万ユーロ、さらに活躍次第で200万ユーロが追加で支払われる。この金額はスティーヴン・ドフールの600万ユーロ(FCポルト→アンデルレヒト)を抜き、クラブおよびリーグ史上最高額を更新した。
2016年9月のシャルルロワSC戦で移籍後初出場。

### スパルタ・プラハ
2018年1月、ACスパルタ・プラハへ移籍

### アル・アハリ・サウジ
2019年1月28日、移籍金1000万ユーロでアル・アハリ・サウジFCに移籍。

### スラヴィア・プラハ
アル・アハリの財政的問題により、SKスラヴィア・プラハが400万ユーロで保有権の65パーセントを取得、2019年7月に4年契約を結んだ。

### 武漢三鎮
2022年2月15日、武漢三鎮に加入。同年のリーグ優勝に貢献。同年、ルーマニア年間最優秀選手に選出された。

### ダマク
2023年9月8日、ダマクFCに移籍。

## 代表経歴
U-19世代から代表に選出されており、UEFA U-19欧州選手権2011に出場した。
2016年3月のリトアニア代表戦でA代表初出場・初ゴール。5月、アンゲル・ヨルダネスク監督がUEFA EURO 2016のメンバー23人の一人に選出した。開幕戦のフランス代表戦 とアルバニア代表戦に出場したが、チームはグループステージで敗退した。
2016年9月、2018 FIFAワールドカップ・ヨーロッパ予選のモンテネグロ代表戦でアドリアン・ポパのゴールをアシストした。
2023年、スタンチュはUEFA EURO 2024予選・グループIの全10試合でキャプテンを務めました。  2024年6月7日、彼はUEFA Euro 2024に向けた26人の代表メンバーに選出されました。

## 個人成績

### 代表
試合数
2024年6月17日現在
- 国際Aマッチ 71試合15得点（2016年 - ）

| ルーマニア代表 | 国際Aマッチ | 国際Aマッチ |
| 年             | 出場        | 得点        |
| -------------- | ----------- | ----------- |
| 2016           | 11          | 5           |
| 2017           | 8           | 1           |
| 2018           | 9           | 4           |
| 2019           | 9           | 0           |
| 2020           | 6           | 0           |
| 2021           | 11          | 1           |
| 2022           | 2           | 0           |
| 2023           | 10          | 3           |
| 2024           | 5           | 1           |
| 通算           | 71          | 15          |

得点
| #  | 開催日         | 開催地                                               | 対戦国           | スコア | 結果 | 大会                          |
| -- | -------------- | ---------------------------------------------------- | ---------------- | ------ | ---- | ----------------------------- |
| 1  | 2016年3月23日  | ジュルジュ、スタディオヌル・マリン・アナスタソヴィチ | リトアニア       | 1–0    | 1–0  | 親善試合                      |
| 2  | 2016年5月25日  | コモ、スタディオ・ジュゼッペ・シニガーリャ           | コンゴ民主共和国 | 1–0    | 1–1  | 親善試合                      |
| 3  | 2016年5月29日  | トリノ、スタディオ・オリンピコ・グランデ・トリノ     | ウクライナ       | 3–4    | 3–4  | 親善試合                      |
| 4  | 2016年6月3日   | ブカレスト、アレーナ・ナツィオナル                   | ジョージア       | 3–0    | 5–1  | 親善試合                      |
| 5  | 2016年10月8日  | エレバン、ハンラペタカン・スタジアム                 | アルメニア       | 4–0    | 5–0  | 2018 FIFAワールドカップ予選   |
| 6  | 2017年6月13日  | クルジュ＝ナポカ、クルジュ・アレナ                   | チリ             | 2–2    | 3–2  | 親善試合                      |
| 7  | 2018年3月24日  | ネタニヤ、ネタニヤ・スタジアム                       | イスラエル       | 1–1    | 2–1  | 親善試合                      |
| 8  | 2018年5月31日  | グラーツ、グラーツ＝ヴァインツェードル               | チリ             | 1–0    | 3–2  | 親善試合                      |
| 9  | 2018年9月10日  | ベオグラード、スタディオン・パルチザーナ             | セルビア         | 1–1    | 2–2  | UEFAネーションズリーグ2018-19 |
| 10 | 2018年11月17日 | プロイェシュティ、スタディオヌル・イリエ・オアナ     | リトアニア       | 3–0    | 3–0  | UEFAネーションズリーグ2018-19 |
| 11 | 2021年9月2日   | レイキャビク、ラウガルタルスヴェルル                 | アイスランド     | 2–0    | 2–0  | 2022 FIFAワールドカップ予選   |
| 12 | 2023年3月28日  | ブカレスト、アレーナ・ナツィオナル                   | ベラルーシ       | 1–0    | 2–1  | UEFA EURO 2024予選            |
| 13 | 2023年9月12日  | ブカレスト、アレーナ・ナツィオナル                   | コソボ           | 1–0    | 2–0  | UEFA EURO 2024予選            |
| 14 | 2023年10月15日 | ブカレスト、アレーナ・ナツィオナル                   | アンドラ         | 1–0    | 4–0  | UEFA EURO 2024予選            |
| 15 | 2024年6月17日  | ミュンヘン、アリアンツ・アレーナ                     | ウクライナ       | 1-0    | 3-0  | UEFA EURO 2024                |

## タイトル

### クラブ
ステアウア・ブカレスト
- リーガ1: 2013–14, 2014–15
- クパ・ロムニエイ: 2014–15
- クパ・リギー: 2014–15, 2015–16
- スーペルクパ・ロムニエイ: 2013

アンデルレヒト
- ジュピラー・プロ・リーグ: 2016-17
- ベルギー・スーパーカップ: 2017

スラヴィア・プラハ
- チェコ1部リーグ: 2019-20, 2020-21
- ポハール・チェスケー・ポシュスティ: 2020-21

武漢三鎮
- 中国サッカー・スーパーリーグ: 2022
- 中国サッカー・スーパーカップ: 2023